# 자문밖 설마담
"자문밖 설마담"은 한국에서 제작된 한상훈 감독의 1963년 영화이다. 이민자 등이 주연으로 출연하였고 정병준 등이 제작에 참여하였다.

## 출연

### 주연
- 이민자
- 김석훈
- 김희갑
- 방성자

## 기타
- 원작자: 이보라
- 조명: 최의정
- 미술: 홍성칠